# 贝尔农
贝尔农（法語：Bernon，法語發音：[bɛʁnɔ̃]）是法国奥布省的一个市镇，属于特鲁瓦区。

## 地理
贝尔农（47°59'18"N, 3°59'43"E）面积17.91 平方千米，位于法国大東部大區奥布省，该省份为法国中北部省份，北起马恩省，西接塞纳-马恩省，西南至约讷省，东南至科多尔省，东临上马恩省。
与贝尔农接壤的市镇（或旧市镇、城区）包括：谢西莱普雷、库斯格雷、利涅尔、旺莱。

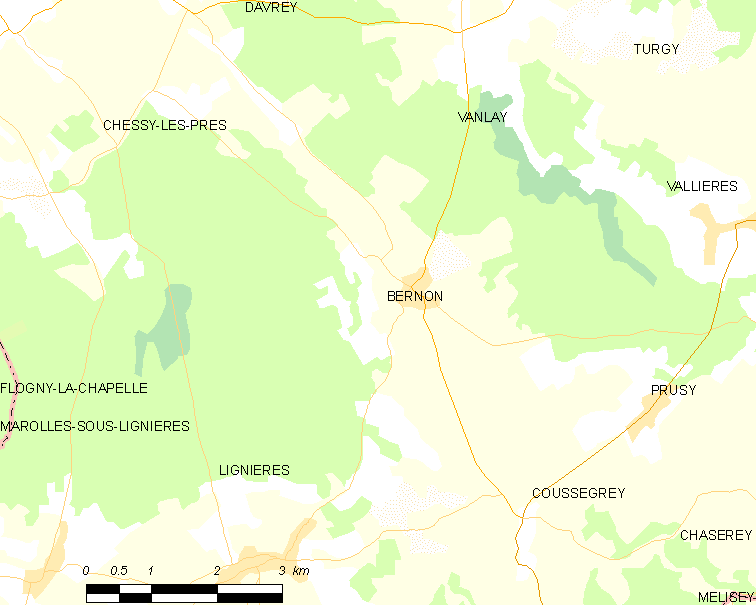
贝尔农的OSM定位图

贝尔农的时区为UTC+01:00、UTC+02:00（夏令时）。

## 行政
贝尔农的邮政编码为10130，INSEE市镇编码为10040。

## 政治
贝尔农所属的省级选区为莱里塞县。

## 人口

1962-2008年间贝尔农人口变化图示

贝尔农于2022年1月1日时的人口数量为162人。